# El Arenal (municipi d'Hidalgo)
El Arenal és un municipi de l'estat d'Hidalgo. El Arenal és el cap de municipi i principal centre de població d'aquesta municipalitat. Aquest municipi és a la part sud-occidental de l'estat d'Hidalgo. Limita al nord amb els municipis de Actopan i Francisco I Madero, al sud amb el municipi de San Agustín Tlaxiaca, a l'est amb Atotonilco el Grande, l'oest i a l'est amb Ajacuba.